# Vimmerby IBK
Vimmerby IBK är en innebandyklubb i Vimmerby i Sverige. Klubben startades 1988 av ett "kompisgäng".  1992/1993 hade Vimmerby IBK gått från division 4, och gick segrande genom divisionerna till Division 1, då Sveriges högsta division. Herrarna var på under säsongen 1992/1993 inblandade i en hemmamatch mot Jönköpings IK som blev den första 0-0-matchen någonsin i Sveriges högsta division i innebandy för herrar.
Vimmerby IBK har fått fram spelare som Johan Astbrant (Helsingborg), Mikael Blomberg (Järfälla), Jonas Elofsson (Färjestadens IBK), Mattias Jansson, Niclas Nilsson, Fredrick Emilsson (Jönköpings IK) och Mikael Kling.
Man har även tränats av Mikael Hill som länge tränade Jönköpings IK i Elitserien.